# Gaudentius Dettelbach
Fr. František Gaudentius Leopold Dettelbach, OFM (22. září 1739 Mosonmagyaróvár, Uhry – 8. října 1818 Eisenstadt, Rakousko) byl slovenský varhaník a hudební skladatel.

## Život
Narodil se na severu Maďarska v Mosonmagyaróváru. V roce 1757 vstoupil do františkánského řádu a přijal jméno Gaudentius. Působil jako varhaník a hudební pedagog v různých městech mariánské františkánské uherské provincie. Mimo jiné byl varhaníkem v Malackách, Trnavě a v Bratislavě. Ke konci svého života působil v Rakousku.
Dettelbach se významně podílel na reformě chrámové hudby pro mariánskou františkánskou provincii. Sestavil 11 sborníků (Missale Romanum Mariano-Seraphicum Concentibus Musicis legitime adornatum), které obsahují oficiálně schválený repertoár církevní hudby po této reformě. Sborníky obsahují i jeho vlastní skladby.

## Dílo
Z jeho tvorby se zachovalo 11 rozsáhlých sborníků a více než 100 vlastních skladeb. Jeho rané skladby jsou komponovány v barokním stylu. V 70. letech 18. století se zřejmě seznámil s hudbou Josepha Haydna a Wolfganga Amadea Mozarta a od té doby patří jeho skladby již do období klasicismu.
- Offertorium de S. Francisco O felicem et beatum (Ofertorium o sv. Františkovi, šťastném a blaženém, 1764)
- árie Beáta es (Blahoslavená jsi)
- Missa capitularis (Kapitulní mše, 1778)
- Missa Sacratissimi Corporis Christi (Mše nejsvětejšího Kristova těla, 1794)
- Litaniae breves Sancto Antonia Paduano dedicatae (Krátke litánie k svätému Antonovi Paduánskemu, 1765)
- Missa ex B
- Dále zkomponoval velké množství drobných vokálních a vokálně-instrumentálních skladeb